# Kameanka, Zaporijjea
Kameanka (în ucraineană Кам'янка) este așezarea de tip urban de reședință a raionului Polohî din regiunea Zaporijjea, Ucraina. În afara localității principale, mai cuprinde și satele Cervone Ozero, Dubove, Hruzke și Trudove.

## Demografie
Componența lingvistică a așezării de tip urban Kameanka
     Ucraineană (92,76%)
     Rusă (6,83%)
     Alte limbi (0,33%)
Conform recensământului din 2001, majoritatea populației așezării de tip urban Kameanka era vorbitoare de ucraineană (92,76%), existând în minoritate și vorbitori de rusă (6,83%).